# Palacio Ducal (Módena)

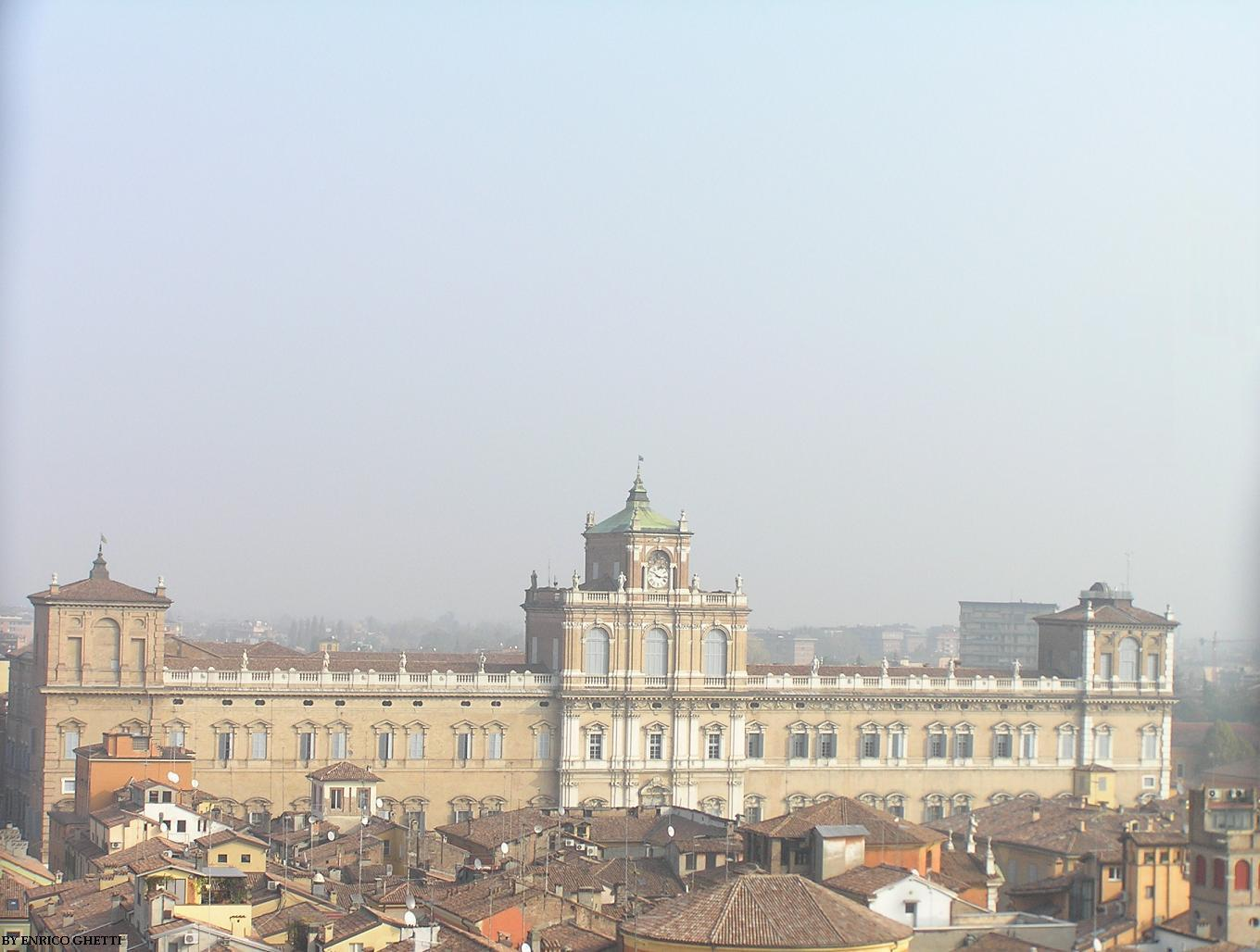
El Palacio Ducal de Módena

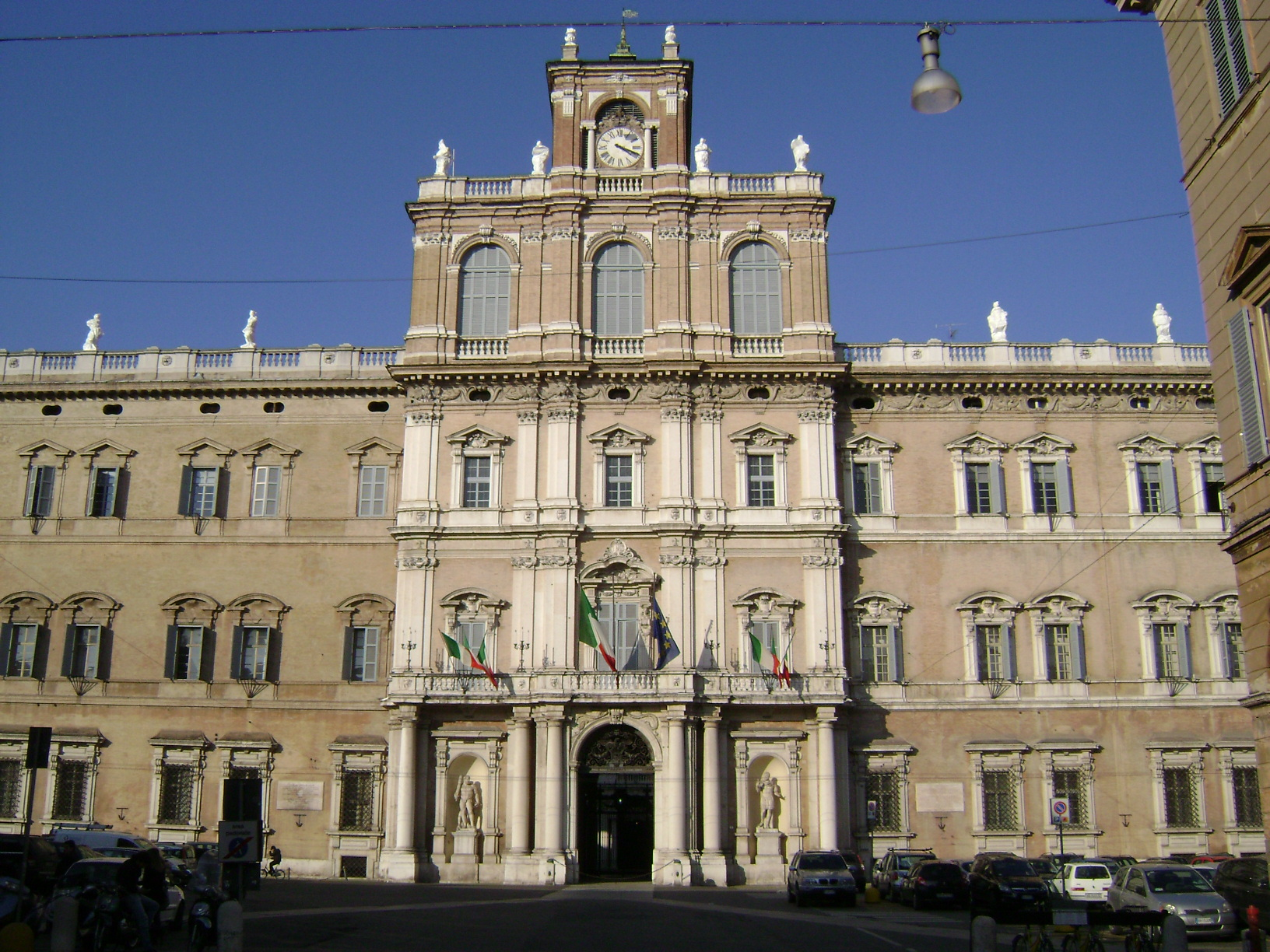
Portada del palacio Ducal

El palacio Ducal de Módena fue la sede de la corte de la familia Este, gobernantes del Ducado de Módena y Reggio entre los siglos XVII y XIX y, desde la unificación de Italia, sede de la Academia Militar de Módena.

## Historia
El edificio, uno de los más importantes palacios principescos del siglo XVII, fue construido a partir de 1634 sobre el antiguo castillo estense, que en la Edad Media se encontraba a las afueras de la ciudad: solo con la ampliación del cinturón amurallado de la ciudad, decidida por el duque Ercole, el castillo pasó a ocupar una posición simbólica, entre el centro medieval y los nuevos barrios de la capital ducal. Las obras, dirigidas en un principio por el arquitecto Gaspare Vigarani, fueron posteriormente llevadas adelante por Bartolomeo Avanzini; aunque el proyecto sufrió numerosas modificaciones por parte de Pietro da Cortona, Gian Lorenzo Bernini y Francesco Borromini.
En el siglo XIX, el palacio sería profundamente redecorado por Francisco IV de Módena.